# Carrefour Autoroutes
Carrefour Autoroutes était la filiale du groupe Carrefour concernant les stations d'autoroutes en France. 
Jusqu'en 2012, 24 stations d'autoroutes portent le nom de Carrefour. Chaque station possède une boutique portant le nom Carrefour dans laquelle on retrouve les produits de la gamme Carrefour et les produits Reflets de France. Ce nombre de stations-service baisse en 2012.

## Historique
En 2001, 17 stations-service d'autoroutes furent inaugurées sous l'enseigne Carrefour.
Le 7 mars 2008, la société est dissoute et radiée du registre du commerce.